# Philippe Clement
Philippe Clement (Antwerpen, 1974. március 22. –) belga válogatott labdarúgó, edző.
A belga válogatott tagjaként részt vett az 1998-as világbajnokságon és a 2000-es Európa-bajnokságon.

## Sikerei, díjai

### Játékosként
Genk
- Belga kupa (1): 1997–98

Club Brugge
- Belga bajnok (2): 2002–03, 2004–05
- Belga kupa (3): 2001–02, 2003–04, 2006–07
- Belga szuperkupa (4): 2002, 2003, 2004, 2005

### Edzőként
Genk
- Belga kupa (1): 2018–19

Club Brugge
- Belga bajnok (2): 2019–20, 2020–21
- Belga szuperkupa (1): 2021

## Játékos statisztikái

### Klubcsapatokban
| Klub                         | Szezon         | Liga                 | Liga            | Liga  | Nemzeti kupa    | Nemzeti kupa | Nemzetközi kupa | Nemzetközi kupa | Egyéb           | Egyéb | Összesen        | Összesen |
| Klub                         | Szezon         | Bajnokság            | Pályára lépései | Gólok | Pályára lépései | Gólok        | Pályára lépései | Gólok           | Pályára lépései | Gólok | Pályára lépései | Gólok    |
| ---------------------------- | -------------- | -------------------- | --------------- | ----- | --------------- | ------------ | --------------- | --------------- | --------------- | ----- | --------------- | -------- |
| Genk                         | 1995–96        | Belga First Division | 33              | 1     | 0               | 0            | 0               | 0               | 0               | 0     | 33              | 1        |
| Genk                         | 1996–97        | Belga First Division | 23              | 0     | 0               | 0            | 0               | 0               | 0               | 0     | 23              | 0        |
| Genk                         | 1997–98        | Belga First Division | 30              | 2     | 0               | 0            | 0               | 0               | 0               | 0     | 30              | 2        |
| Genk                         | Összesen       | Összesen             | 86              | 3     | 0               | 0            | 0               | 0               | 0               | 0     | 86              | 3        |
| Coventry City                | 1998–99        | Premier League       | 12              | 0     | 2               | 0            | 0               | 0               | 2               | 0     | 16              | 0        |
| Club Brugge                  | 1999–00        | Belga First Division | 31              | 4     | 0               | 0            | 2               | 0               | 0               | 0     | 33              | 4        |
| Club Brugge                  | 2000–01        | Belga First Division | 16              | 4     | 0               | 0            | 1               | 0               | 0               | 0     | 17              | 4        |
| Club Brugge                  | 2001–02        | Belga First Division | 32              | 6     | 1               | 0            | 8               | 1               | 0               | 0     | 41              | 7        |
| Club Brugge                  | 2002–03        | Belga First Division | 29              | 5     | 1               | 0            | 10              | 0               | 0               | 0     | 40              | 5        |
| Club Brugge                  | 2003–04        | Belga First Division | 31              | 4     | 2               | 0            | 12              | 0               | 0               | 0     | 45              | 4        |
| Club Brugge                  | 2004–05        | Belga First Division | 24              | 4     | 8               | 1            | 9               | 1               | 0               | 0     | 41              | 6        |
| Club Brugge                  | 2005–06        | Belga First Division | 22              | 4     | 0               | 0            | 7               | 0               | 0               | 0     | 29              | 4        |
| Club Brugge                  | 2006–07        | Belga First Division | 29              | 2     | 1               | 0            | 6               | 1               | 0               | 0     | 36              | 3        |
| Club Brugge                  | 2007–08        | Belga First Division | 13              | 2     | 1               | 0            | 2               | 1               | 0               | 0     | 16              | 3        |
| Club Brugge                  | 2008–09        | Belga First Division | 22              | 3     | 1               | 1            | 5               | 1               | 0               | 0     | 28              | 5        |
| Club Brugge                  | Összesen       | Összesen             | 256             | 38    | 15              | 2            | 62              | 5               | 0               | 0     | 333             | 45       |
| Germinal Beerschot Antwerpen | 2009–10        | Belga First Division | 26              | 2     | 4               | 0            | 0               | 0               | 0               | 0     | 30              | 2        |
| Germinal Beerschot Antwerpen | 2010–11        | Belga First Division | 28              | 0     | 4               | 0            | 0               | 0               | 0               | 0     | 32              | 0        |
| Germinal Beerschot Antwerpen | Összesen       | Összesen             | 54              | 2     | 8               | 0            | 0               | 0               | 0               | 0     | 62              | 2        |
| Teljes karrier               | Teljes karrier | Teljes karrier       | 408             | 43    | 25              | 2            | 62              | 5               | 2               | 0     | 497             | 50       |

### Gólja a válogatottban
| # | Dátum           | Helyszín                                        | Ellenfél | Gólja | Végeredmény | Verseny                            |
| - | --------------- | ----------------------------------------------- | -------- | ----- | ----------- | ---------------------------------- |
| 1 | 2003. június 7. | Vasil Levski National Stadium, Szófia, Bulgária | Bulgária | 1–2   | 2–2         | 2004-es Európa-bajnokság-selejtező |

## Edzői statisztika
Legutóbb frissítve: 2023. június 4-én lett. 
| Csapat           | Nemzet        | –tól               | –ig                | Mérleg     | Mérleg | Mérleg | Mérleg | Mérleg |
| M                | GY            | D                  | V                  | Győzelem % |        |        |        |        |
| ---------------- | ------------- | ------------------ | ------------------ | ---------- | ------ | ------ | ------ | ------ |
| Waasland-Beveren | Belgium       | 2017. július 1.    | 2017. december 18. | 22         | 9      | 5      | 8      | 40.91  |
| Genk             | Belgium       | 2017. december 18. | 2019. június 30.   | 82         | 47     | 21     | 14     | 57.32  |
| Club Brugge      | Belgium       | 2019. június 30.   | 2022. január 3.    | 129        | 71     | 33     | 25     | 55.04  |
| AS Monaco        | Franciaország | 2022. január 3.    | 2023. június 4.    | 74         | 38     | 17     | 19     | 51.35  |
| összesen         | összesen      | összesen           | összesen           | 307        | 165    | 76     | 66     | 53.75  |